# Aleksandrowo (powiat sejneński)
Aleksandrowo – wieś w Polsce położona w województwie podlaskim, w powiecie sejneńskim, w gminie Krasnopol.
W latach 1975–1998 miejscowość należała administracyjnie do województwa suwalskiego.
Przez miejscowość przebiega droga wojewódzka nr 653.
Wierni kościoła rzymskokatolickiego należą do parafii Niepokalanego Poczęcia Najświętszej Maryi Panny w Wigrach.

## Zabytki
Do rejestru zabytków Narodowego Instytutu Dziedzictwa wpisane są następujące obiekty:
- zagroda nr 28 (d. 26) (nr rej.: 319 z 21.01.1983):
  - dom drewniany, 1922
  - piwnica, 1912